# Phylidorea kuwayamai
Phylidorea kuwayamai är en tvåvingeart som först beskrevs av Alexander 1925.  Phylidorea kuwayamai ingår i släktet Phylidorea och familjen småharkrankar. Inga underarter finns listade i Catalogue of Life.